# Pterygoplichthys multiradiatus
Pterygoplichthys multiradiatus (лат.) — вид лучепёрых рыб из семейства кольчужных сомов, обитающий в Южной Америке.

## Описание

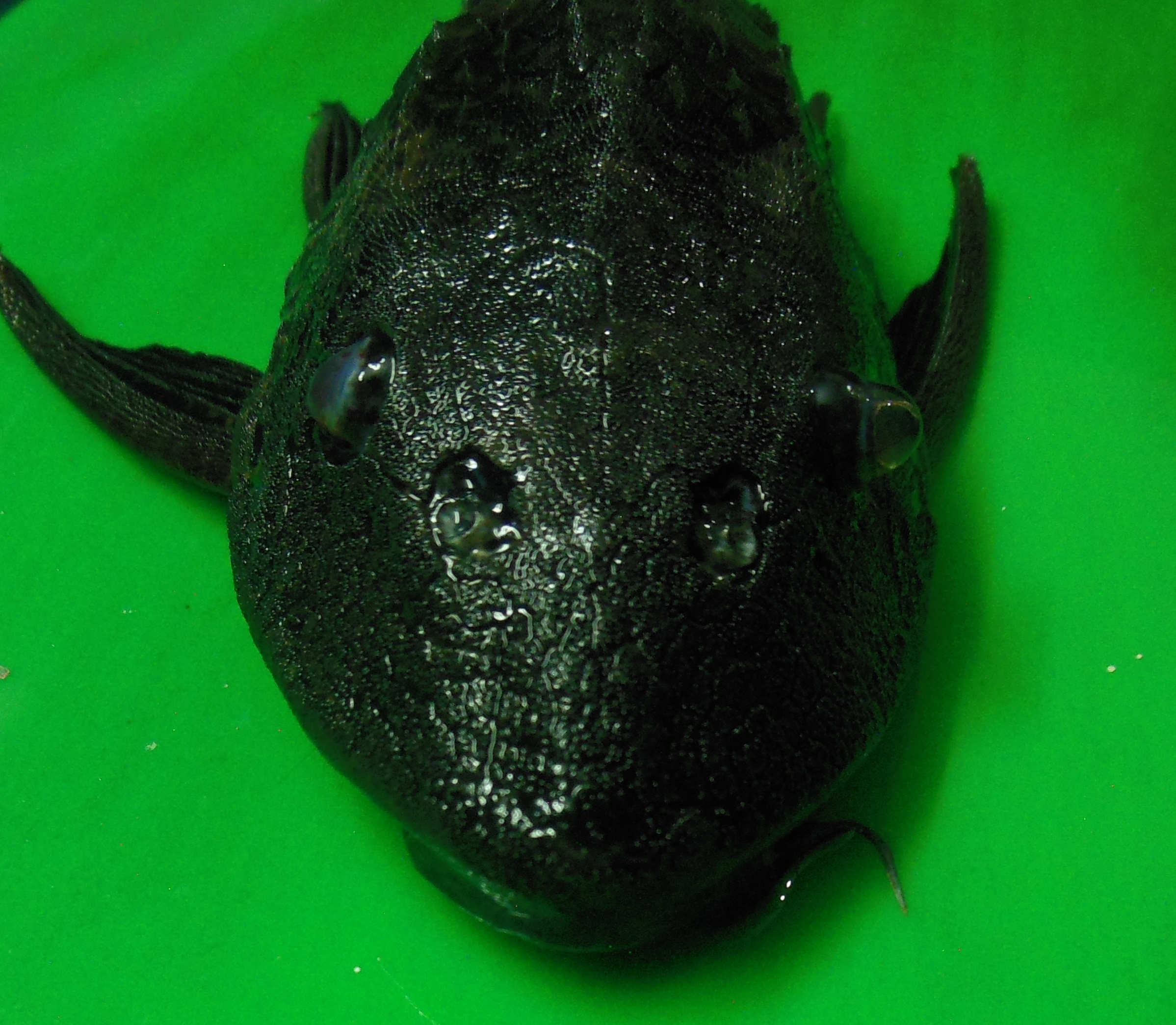
Малёк чёрного цвета

Общая длина достигает 50 см. Голова достаточно крупная, рыло немного вытянуто. По бокам проходят увеличенные костные пластинки. Глаза среднего размера, расположены в верхней части головы. Рот наклонён книзу, представляет собой своеобразную присоску. Туловище крепкое, удлинённое, покрыто костными пластинками. Спинной плавник большой и длинный. Жировой плавник маленький. Хвостовой стебель сужается к концу. Грудные плавники большие и длинные, треугольной формы. Брюшные плавники короче грудных, однако шире или такого-же размера. Анальный плавник маленький, больше жирового. Хвостовой плавник вытянутый, с удлинённой нижней частью.
Окраска бежево-оранжевая. Вдоль туловища проходят 9-11 неправильных линий пятен коричнево-чёрного цвета. Плавники также пятнистые. Молодь значительно темнее, до чёрного цвета.

## Образ жизни

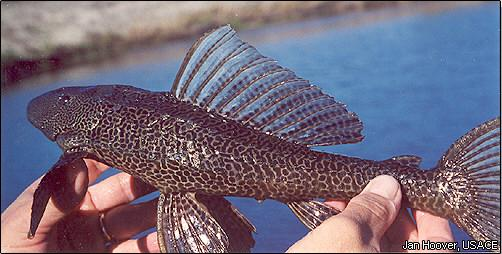

Это донная рыба. Встречается в реках и озёрах и каналах с мутной водой. Днём прячется у дна, среди коряг, активна ночью. Питается водорослями, червями, личинками насекомых.

## Размножение
Нерест происходит в сезон дождей. Во время нереста между самцами происходят ожесточённые столкновения, которые часто заканчиваются гибелью одного из соперников. Самец роет нору, в которую самка откладывает икру. О кладке заботится самец.

## Распространение
Обитает преимущественно в бассейне реки Ориноко. Кроме того, разводится в США, Мексике, Пуэрто-Рико, Индии, Бангладеш, Шри-Ланке, Филиппинах, Гавайских островах и на Тайване.